# 여건 (삼국지)
여건(呂虔, ? ~ ?)은 중국 후한 말 ~ 위나라의 장군이자 정치인이다. 자는 자각(子恪)이며 연주 임성군(任城郡) 사람이다. 조조를 섬겼으며 십수 년간 태산태수로 있으면서 고을을 잘 다스렸다.

## 생애

### 연주의 유능한 인재
담력과 지략이 있어 연주를 장악하고 있던 조조에게 종사(從事)로 등용되고 산양군 호륙현(湖陸縣)을 지켰다. 양비교위(襄賁校尉) 두송(杜松)의 부하 경모(炅母, 계모) 등이 반기를 들고 창희와 통하였다. 조조는 두송 대신 여건을 양비교위로 임명했다. 여건은 술과 음식을 차려놓고 경모 등 수뇌급 수십 명을 초청해 그들이 취한 사이 모두 처단하고 남은 무리를 진무하였다.

### 장기간의 태산태수 재임
태산태수가 되었다. 태산군은 산과 바다를 접하고 있어 동란을 피해 숨은 자들이 많았다. 원소의 중랑장 곽조와 공손독(公孫犢) 등 수십 인도 산에 의거해 도적질을 벌였다, 여건이 군에 이르러 은혜와 신의를 보이자 곽조 등이 복종하고 산속으로 도망갔던 자들도 하산하였다. 그중에 강한 자는 전사(戰士)로 편입시켜 정예병으로 키우니 주군(州郡)에서도 이름이 났다. 제남군의 황건적 서화(徐和) 등이 성읍을 공격하므로 하후연과 함께 토벌에 나섰다. 전후로 수십 번을 싸워 수천 명을 죽이거나 생포하였다. 동래군의 도적떼 이조(李條) 등을 격파할 때도 공을 세워 무재(茂才)로 천거되고 기도위를 겸했다. 20년이 좀 안 되는 기간 태산군을 보살폈고 그 위엄과 은혜가 두터웠다.

### 위나라 건국 후
220년(연강 원년), 조비가 왕위를 잇자 태산태수에 비장군(裨將軍)이 더해지고 익수정후(益壽亭侯)에 봉해졌다. 이후 서주자사 겸 위로장군(威虜將軍)으로 승진하였다. 낭야군 사람 왕상을 별가(別駕)로 삼았는데 세상에서는 현인을 임용할 줄 안다고 하였다. 225년(황초 6년), 이성군(利城郡)의 반란을 토평할 때도 공을 올렸다. 226년, 조예가 즉위하면서 만년정후(萬年亭侯)로 이봉되고 식읍은 2백 호가 늘어나 총 6백 호가 되었다. 사후 아들 여번(呂翻)이 뒤를 이었다.

## 일화
여건에게는 패도(佩刀, 차는 칼)가 있었는데 장인(匠人)이 칼의 상을 보더니 삼공에 올라야 알맞은 칼이라 하였다. 여건은 왕상에게 “자격이 없는 자가 이 칼을 차면 해가 될지 모르오. 공보(公輔)의 기량이 있는 경에게 드리겠소.”라 하였다. 왕상이 한사코 거절하는데도 기어이 주었고, 과연 왕상은 삼공을 지냈다. 왕상이 임종에 이르러 이복동생 왕람(王覽)에게 “너의 후세는 반드시 흥할 것이니 이 칼이 어울릴 것이다.”라 하며 칼을 건넸다. 왕람의 후손들 역시 대대로 현재가 많아 강동에서 번창하였다.

## 평가
무재로 천거될 때 조조가 말하길, “무릇 뜻이 있으면 일은 반드시 성사되기 마련으로 열사들이 행하던 바이다. 여건은 태산군에 부임하여 난을 진압하며 백성들을 안정시켰다. 몸소 돌과 화살도 무릅써 늘 승리를 거뒀다. 광무제 때도 구순(寇恂)이 여남군과 영천군 일대에 이름을 남겼고, 경감(耿弇, 경엄)은 청주와 연주에서 전략을 수립했듯이 고금이 매한가지로다.”라 하였다. 《삼국지》의 저자 진수는 이통, 장패, 문빙, 여건이 주군을 지키며 위엄과 은혜까지 드러냈다고 하였다.

## 삼국지연의
사서가 아닌 소설 《삼국지연의》에서는 무성(武城) 사람이 되었다. 조조가 연주에 있을 때 유엽이 만총과 여건을 추천한다. 조조의 종사가 된 만총과 여건은 모개를 추천한다. 복양 전투에 참가한다. 연주성을 탈환할 때는 거야현(鉅野縣)으로 달아나려던 설란을 활로 사살한다. 조조와 장수의 전투인 남양성 전투에선 부상을 입는다. 여포의 침략을 받은 소패(小沛)의 유비를 하후돈, 하후연, 이전과 같이 돕지만 패배한다. 예형이 조조의 수하들을 비난할 때 여건은 칼이나 벼리라고 조롱받는다. 연진 전투에서 식량과 꼴은 앞세우고 정작 군사는 뒤에 두는 조조의 포진에 의문을 제기하는데 실은 조조가 미끼를 둔 것이다. 적벽 대전, 조비의 남정에도 종군한다.

## 가계
- 아들 : 여번(呂翻)
  - 손자 : 여계(呂桂)

## 참고 문헌
- 《삼국지》18권 위서 제18 여건